# Józef Starczynowski
Józef Starczynowski (ur. 1 lipca 1930 w Imielinie, zm. 7 kwietnia 2001) – polski rzemieślnik, działacz społeczny, poseł na Sejm X kadencji.

## Życiorys
Posiadał wykształcenie średnie ogólne. W latach 50. pracował w Prezydium Wojewódzkiej Rady Narodowej w Opolu. W okresie od 1956 do 1961 prowadził prywatny zakład rzemieślniczy, po czym został zatrudniony w przedsiębiorstwie Montażu Urządzeń Elektrycznych Przemysłu Węglowego w Katowicach. W 1982 z uwagi na chorobę przeszedł na wcześniejszą emeryturę. Zaangażował się w działalność społeczną, m.in. organizując zagraniczne wyjazdy dla dzieci do Niemiec i Holandii.
W latach 1989–1991 był posłem na Sejm kontraktowy z ramienia Polskiego Związku Katolicko-Społecznego, do którego wstąpił w 1981. Wybrany został w okręgu jaworznickim, zasiadał w Komisji Polityki Przestrzennej, Budowlanej i Mieszkaniowej oraz w Komisji Samorządu Terytorialnego, Gospodarki Przestrzennej i Komunalnej i trzech komisjach nadzwyczajnych. W 1991 i 1993 bez powodzenia kandydował do parlamentu.
W 1992 został odznaczony Krzyżem Kawalerskim Orderu Odrodzenia Polski.